# 刘光斗 (道光进士)
刘光斗（？—？），字错山，奉天海城（今辽宁海城市）人，清朝政治人物。
刘光斗为道光二年（1822年）壬午恩科进士。道光十九年（1839年）三月任江苏宝山县知县。道光二十一年（1841年）改上海县知县，次年去职。